# Вильва (Горнозаводский район)
Вильва — посёлок в Горнозаводском районе Пермского края России. Входит в состав Пашийского сельского поселения.

## Географическое положение
Посёлок Вильва расположен на востоке Пермского края, в горной, лесистой местности Среднего Урала на реке Вильва (приток Усьвы), в месте, где в неё впадает река Боровуха. Посёлок находится к северу от районного центра города Горнозаводска и большого ПГТ. Пашия, к северо-востоку от городов Чусового и Гремячинска.

## История посёлка
В «Списке населённых мест Пермской губернии» 1908 года упоминается Архангело-Пашийская волость, в составе которой указывается выселок Вильва, где было 7 дворов и проживало 7 мужчин и 12 женщин.
В 1930-50-е гг. на территории посёлка Вильва находилась колония НКВД — спецпоселение репрессированных политзаключённых. Точная дата появления спецпосёлка и официальная дата его закрытия неизвестны. Есть данные о политзаключённых на следующие даты: 01.07.1939, 01.01.1941, 01.07.1943, 01.01.1945, 01.01.1950 и 01.01.1951.

## Инфраструктура
В посёлке работают сельский клуб, поселковая библиотека, фельдшерско-акушерский пункт, почтовое отделение, средняя школа и магазин. В посёлке есть памятник в память о погибших в годы Великой Отечественной войны, а также установлен временный знак памяти жертв политических репрессий. Добраться до посёлка можно на пригородном автобусе из районного центра города Горнозаводска и ПГТ. Пашии либо на личном автотранспорте.

## Население
| 2010 | 2015 | 2016 | 2017 | 2018 |
| ---- | ---- | ---- | ---- | ---- |
| 341  | ↘275 | ↘270 | ↘250 | ↘243 |

## Топографические карты
- Лист карты O-40-57 Горнозаводск. Масштаб: 1 : 100 000. Состояние местности на 1980 год. Издание 1987 г.